# Vonalkázott álszajkó
A vonalkázott álszajkó (Trochalopteron lineatum) a madarak osztályának verébalakúak (Passeriformes) rendjébe és a Leiothrichidae családjába tartozó faj.

## Rendszerezése
A fajt Nicholas Aylward Vigors ír zoológus írta le 1831-ben, a Cinclosoma nembe Cinclosoma lineatum néven. Sorolták a Garrulax nembe Garrulax lineatus néven.

## Alfajai
- Trochalopteron lineatum bilkevitchi Zarudny, 1910
- Trochalopteron lineatum gilgit (Hartert, 1909)
- Trochalopteron lineatum lineatum (Vigors, 1831)
- Trochalopteron lineatum schachdarensis Stepanyan, 1998
- Trochalopteron lineatum setafer (Hodgson, 1836)[2]

## Előfordulása
Ázsia déli részén, Afganisztán, Kína, India, Nepál, Pakisztán, Tádzsikisztán és Üzbegisztán területén honos. A természetes élőhelye a szubtrópusi vagy trópusi hegyi esőerdők és magaslati cserjések, valamint vidéki kertek. Állandó, nem vonuló faj.

## Megjelenése
Testhossza 18-20 centiméter, testtömege 35-46 gramm.

## Életmódja
Rovarokkal, pókokkal és bogyókkal táplálkozik.